# Tillandsia subteres
Tillandsia subteres är en gräsväxtart som beskrevs av Hans Edmund Luther. Tillandsia subteres ingår i släktet Tillandsia och familjen Bromeliaceae. Inga underarter finns listade i Catalogue of Life.